# 1955 en basket-ball
Chronologie du basket-ball
1954 en basket-ball - 1955 en basket-ball - 1956 en basket-ball
Les faits marquants de l'année 1955 en basket-ball :

## Juin
- Championnat d'Europe masculin : Hongrie.

## Récapitulatifs des principaux vainqueurs de compétitions 1954-1955

### Masculins
| Europe - France : ASVEL. - Grèce : Panellínios Athènes. - Israël : Maccabi Tel-Aviv. - Italie : Virtus Bologne. - URSS : ODO Rīga. - Yougoslavie : Étoile rouge de Belgrade. | Amériques - National Basketball Association : Syracuse Nationals. | Afrique, Asie, Océanie |

### Féminines
| Europe - Espagne : non disputé (création en 1964). - France : Stade de l’Est. - Grèce : non disputé (création en 1968). - Italie : Bernocchi Legnano. | Amériques | Afrique, Asie, Océanie |